# Катунино (Архангельська область)
Катунино (рос. Катунино) — селище в Приморському районі Архангельської області Російської Федерації.
Населення становить 3562 особи. Входить до складу муніципального утворення Катунинське поселення.

## Історія
Від 2004 року входить до складу муніципального утворення Катунинське поселення.

## Населення
| 2002 | 2010  | 2012  |
| ---- | ----- | ----- |
| 3384 | ↗3443 | ↗3855 |